# Rainer Doering
Rainer Doering (* 23. März 1957) ist ein deutscher Schauspieler, Hörspielsprecher und Synchronsprecher. Er ist der Vater von Manja und Alexander Doering.

## Wirken
Seit 1981 ist Rainer Doering Synchronsprecher in zahlreichen Serien, unter anderem in Ein Colt für alle Fälle (1981–1986), Dragon Ball Z (1989–1996), Highlander (1992–1998), Der Sentinel (1996–1999), Stargate – Kommando SG-1 (1997–2007) und Noch mal mit Gefühl (1999–2002). Zudem lieh er der Figur des General Grievous im Film Star Wars: Episode III – Die Rache der Sith (2005), in den TV-Serien Star Wars: Clone Wars (2003–2005) und The Clone Wars (2008–2014) und auch in der gleichnamigen Hörspiel-Adaption von James Lucenos Roman Labyrinth des Bösen (Komplett Veröffentlichung 2007, ISBN 978-3-8291-2087-6) seine Stimme.

## Filmografie

### Als Schauspieler
- 1978: Eine Handvoll Hoffnung
- 1980: Das Mädchen Störtebeker (TV-Serie)
- 1985: Die Leute von Zünderow (TV-Serie)
- 1988: Polizeiruf 110: Amoklauf (TV-Reihe)
- 1989: Johanna (TV-Serie)
- 1990: Polizeiruf 110: Tod durch elektrischen Strom (TV-Reihe)
- 1990: Drei reizende Schwestern (TV-Serie)
- 1991: Superstau

### Als Synchronsprecher (Auswahl)
Matthew Wood
- 2005: Star Wars: Clone Wars als General Grievous
- 2005: Star Wars: Episode III – Die Rache der Sith als General Grievous
- 2008–2013, 2020: Star Wars: The Clone Wars als General Grievous
- 2024: Star Wars: Geschichten des Imperiums als General Grievous

Douglas Reith
- 2013–2015: Downton Abbey als Lord Merton
- 2019: Downton Abbey als Lord Merton
- 2022: Downton Abbey II: Eine neue Ära: als Lord Merton

#### Filme und Serien
- 1996–1999: Der Sentinel – Im Auge des Jägers als Blair Sandburg (Garett Maggart)
- 2009: 2012 als Sasha (Johann Urb)
- 2014: Kite – Engel der Rache (Kite) (Louw Venter)
- 2014: Tokarev – Die Vergangenheit stirbt niemals (Rage) (Ron Goleman)
- 2015: Southpaw als Roy Jones Jr. (Roy Jones Jr.)
- 2016: Gods of Egypt (Rufus Sewell)
- 2017–2020: Death in Paradise als DI Jack Mooney (Ardal O’Hanlon)
- 2017–2021: American Gods (Peter Stormare)
- 2018–2020: Chilling Adventures of Sabrina (Christopher Rosamond)
- 2019: Ninjago als Fred Finely (1. Stimme) (Bill Newton)
- 2020: The Gentlemen als Lord George (Tom Wu)
- 2020–2022: Snowpiercer als Pike (Steven Ogg)
- 2022: The House als Thomas (Mark Heap)

#### Videospiele
- 2018: Star Wars Battlefront II als General Grievous
- 2022: Lego Star Wars: Die Skywalker Saga als General Grievous

## Hörspiele (Auswahl)
- 2006–2007 (Komplett Veröffentlichung 2007): Star Wars: Labyrinth des Bösen (nach dem gleichnamigen Roman von James Luceno) als General Grievous – Buch und Regie: Oliver Döring – ISBN 978-3-8291-2087-6
- 2019 (Audible): Grievous' Hinterhalt / Der Deserteur ( The Clone Wars)
- 2020 (Audible): Star Wars – Die Rache der Sith. Das Original-Hörspiel zum Kinofilm (Star Wars: Episode III – Die Rache der Sith)